# Natalie Glebova
Natalie Glebova, född 11 november 1981 i Tuapse i Ryssland, är en kanadensisk fotomodell som vann Miss Universum 2005 och blev Kanadas första Miss Universum. Hon är gift med den thailändske tennisspelaren Paradorn Srichaphan som vann Stockholm Open 2002. 